# Лук'яненко Іван
Лук’яненко Іван (?, П'ятигірці, Лубенський повіт, Полтавська губернія - ?) – козак Армії УНР, лицар Залізного Хреста УНР.
Козак Богданівського полку. На початку 1918 року під час боїв за Київ врятував прапор своєї військової частини, сховавши його у школі с. Осокорки.
Після звільнення УНР від більшовиків повернув прапор своєму військовому командуванню.
Пізніше нагороджений Залізним Хрестом УНР (№ 797).